# Foia de Xixona
La Foia de Xixona és una subcomarca del País Valencià que actualment es troba integrada administrativament en la comarca de l'Alacantí. Es situa a la conca del riu Coscó, afluent del Montnegre. Aquest curs fluvial la separa de la comarca d'Alacant. Hi formen part els municipis actuals d'Aigües, Busot, la Torre de les Maçanes i Xixona.
Apareix al mapa de comarques d'Emili Beüt Comarques naturals del Regne de València, publicat l'any 1934. Històricament, ha rebut i rep també els noms de Vall de Xixona o Canal de Xixona i hom sol incloure-hi únicament els municipis de la Torre de les Maçanes i Xixona, els quals formaven en el passat el terme municipal antic de Xixona. Els pobles de Busot i Aigües s'hi inclouen per motius geogràfics i culturals, ja que són més pròxims als pobles de la Foia o de la Marina que als de l'Horta d'Alacant.